# رانيا وسكينة (مسلسل)
رانيا وسكينة هو مسلسل تلفزيوني مصري عُرض في شهر رمضان عام 1443 هـ (2 أبريل 2022م)، من بطولة روبي ومي عمر، من تأليف محمد صلاح العزب ومن إخراج شيرين عادل و محمد سامي. 

## قصة المسلسل
تدّور الأحداث حول فتاتان مُختلفتان، الأولى «رانيا» وهي فناة من الطبق الراقية حيث والدها توفي وترك لها ميراثه والكثير من المال، والأخرى فتاة فقيرة تُدعى «سكينة» تعيش في أحد الأحياء، وفي أحدّ الأيام تتقابل سكينة مع رانيا، ويبدأن بعمليات النصب حتى تقوم الشرطة بمطاردتهما في إطار كوميدي درامي مليء بالتشويق والإثارة.

## طاقم التمثيل
- روبي: (سكينة)
- مي عمر: (رانيا)
- أحمد خالد صالح: (أكرم ريجا)
- عمر الشناوي: (زين الرشيدي)
- مراد مكرم: (مرتضى البنهاوي)
- محمد أوتاكا: (عربي)
- نبيل نور الدين: (مختار سعادة)
- محمد رضوان: (سيد مرسيدس)
- صبا الرافعي: (رضوى)
- أحمد كرارة: (شريف)
- آية سماحة: (جميلة)
- وجيه صقر: (غسان عضمة)
- إدوارد: (شاكر عبد اللطيف)
- محمود حافظ: (صالح الجابري)
- فريدة سيف النصر: (ياقوت)
- فتوح أحمد: (رضوان)
- سليمان عيد: (توفيق)
- إسلام جمال: (محمود السباعي)
- مدحت تيخا: (قلبظات)
- حمدي هيكل: (هنداوي)
- صلاح عبد الله: (عماد عوض)
- محمد عز: (ماجد بحرية)
- جميل برسوم: (عصفور)
- نادر فؤاد: (كارم)
- حسن العدل: (رزق)
- إسماعيل فرغلي: (عزوز)
- كريم العمري: (الرائد جلال فهمي)
- جوري بكر: (بوسي)
- أحمد محارب: (حمادة)

## فريق العمل
- إخراج: شيرين عادل و محمد سامي
- تأليف: محمد صلاح العزب
- إنتاج: أمير إبراهيم شوقي
- مدير التصوير: كريم أشرف
- مونتاج: محمد السعدني
- موسيقى تصويرية: عمرو إسماعيل

## أغنية المقدمة
- غناء: روبي، مي عمر
- كلمات: أيمن بهجت قمر
- ألحان: محمد يحيى
- توزيع: إسلام ساسو